# 72. poljska artilerijska brigada (ZDA)
72. poljska artilerijska brigada (izvirno angleško 72nd Field Artillery Brigade) je bila poljska artilerijska brigada Kopenske vojske Združenih držav Amerike.